# William Russell (attore 1924)
William Russell Enoch (Sunderland, 19 novembre 1924 – 3 giugno 2024) è stato un attore britannico, noto soprattutto per aver interpretato il personaggio di Ian Chesterton nella serie televisiva di fantascienza Doctor Who nel 1963.

## Biografia
Russell ottenne successo interpretando il ruolo di Lancillotto nella serie televisiva The Adventures of Sir Lancelot tra il 1956 e il 1957.
Nel 1963 fu uno dei quattro membri del cast principale della serie televisiva Doctor Who, insieme ai colleghi William Hartnell (il Dottore), Jacqueline Hill e Carole Ann Ford. Il personaggio da lui interpretato, l'insegnante di scienze Ian Chesterton, fece la sua ultima apparizione nel 1965. L'attore in seguito prestò la sua voce come doppiatore partecipando alla produzione di audiolibri e altro materiale legato alla serie.
Tra gli anni cinquanta e settanta apparve in diversi film, tra cui L'uomo che non è mai esistito (1956) e La grande fuga (1963). Nel 1978 fece un cameo in Superman.
Lavorò come attore teatrale presso la compagnia Royal Shakespeare Company, esibendosi al Royal National Theatre e al Globe Theatre.
William Russell morì il 3 giugno 2024 all'età di 99 anni.

## Vita privata
Nel 1953 sposò Balbina Gutierrez, dalla quale ebbe tre figli: Robert, Laetitia e Vanessa. In seguito i due divorziarono.
Nel 1984 sposò la dottoressa brasiliana-barbadiana Etheline Margareth Lewis, dalla quale nel 1988 ebbe il quarto figlio, Alfred Enoch, anch'egli attore e conosciuto per aver interpretato Dean Thomas nella saga cinematografica di Harry Potter e per il ruolo di Wes Gibbins nella serie Le regole del delitto perfetto.

## Filmografia parziale

### Cinema
- La ragazza dei miei sogni (One Good Turn), regia di John Paddy Carstairs (1955)
- Sopra di noi il mare (Above Us the Waves), regia di Ralph Thomas (1955)
- L'uomo che non è mai esistito (The Man Who Never Was), regia di Ronald Neame (1956)
- The Big Chance, regia di Peter Graham Scott (1957)
- The Adventures of Hal 5, regia di Don Sharp (1958)
- The Share Out, regia di Gerard Glaister (1962)
- Return to Sender, regia di Gordon Hales (1963)
- La grande fuga (The Great Escape), regia di John Sturges (1963)
- Delirium House - La casa del delirio (Terror), regia di Norman J. Warren (1978)
- Superman, regia di Richard Donner (1978)
- The Kill-Off, regia di Maggie Greenwald (1989)
- La danza del diavolo (Deadly Manor), regia di José Ramón Larraz (1990)
- Mob Queen, regia di Jon Carnoy (1998)

### Televisione
- St. Ives – serie TV, 6 episodi (1955)
- Assignment Foreign Legion – serie TV, episodio 1x08 (1956)
- The Adventures of Sir Lancelot – serie TV, 30 episodi (1956-1957) – Lancillotto
- Nicholas Nickleby – serie TV, 10 episodi (1957)
- St. Ives – film TV (1960)
- Hamlet – serie TV, 5 episodi (1961)
- Doctor Who – serie TV, 77 episodi (1963-1965, 2022)
- I gialli di Edgar Wallace (The Edgar Wallace Mystery Theatre) – serie TV, episodio 4x05 (1963)
- Breaking Point – serie TV, 5 episodi (1966)
- Buggins' Ermine, regia di Michael Apted – film TV (1972)
- Three Men in a Boat, regia di Stephen Frears – film TV (1975)
- Coronation Street – soap opera, 47 puntate (1992)
- The Affair, regia di Paul Seed – film TV (1995)
- Poirot (Agatha Christie's Poirot) – serie TV, episodio 10x03 (2006)
- Un'avventura nello spazio e nel tempo (An Adventure in Space And Time), regia di Terry McDonough – film TV (2013)